# Juno Awards 2000
I Juno Awards 2000 si sono tenuti a Toronto l'11 e 12 marzo 2000.

## Categorie
Lista parziale (sono incluse le categorie più importanti). In grassetto sono indicati i vincitori.

### Miglior artista femminile
- Chantal Kreviazuk
- Céline Dion
- Lynda Lemay
- Amanda Marshall
- Alanis Morissette

### Miglior artista maschile
- Bryan Adams
- Paul Brandt
- Choclair
- Tom Cochrane
- Edwin

### Miglior nuovo artista solista
- Tal Bachman
- Tory Cassis
- Tara Lyn Hart
- Jorane
- Ivana Santilli

### Miglior gruppo
- Matthew Good Band
- La Chicane
- Moist
- Our Lady Peace
- The Tea Party

### Miglior nuovo gruppo
- Sky
- Gob
- Len
- Prozzäk
- Serial Joe

### Miglior album
- Alanis Morissette - Supposed Former Infatuation Junkie
- Prozzäk - Hot Show
- Bryan Adams - On a Day Like Today
- Céline Dion - These Are Special Times
- Amanda Marshall - Tuesday's Child

### Miglior album di musica alternative
- Julie Doiron & Wooden Stars - Julien Doiron and the Wooden Stars
- Thrush Hermit - Clayton Park
- Danko Jones - My Love Is Bold
- Tricky Woo - Sometimes I Cry
- Len - You Can't Stop Bum Rush

### Miglior album pop/adult
- Bryan Adams - On a Day Like Today
- Alanis Morissette - Supposed Former Infatuation Junkie
- Tal Bachman - Tal Bachman
- Joni Mitchell - Taming the Tiger

### Miglior album rock
- Matthew Good Band - Beautiful Midnight
- Edwin - Another Spin Around the Sun
- Our Lady Peace - Happiness... Is Not a Fish That You Can Catch
- Moist - Mercedes 5 and Dime
- The Tea Party - Triptych

### Miglior singolo
- The Tragically Hip - Bobcaygeon
- The Tea Party - Heaven Coming Down
- Matthew Good Band - Hello Time Bomb
- Len - Steal My Sunshine
- Prozzäk - Sucks to Be You